# Hoogwerf (Spijkenisse)
Hoogwerf is een wijk in Spijkenisse in de Nederlandse provincie Zuid-Holland.
De wijk is genoemd naar de boerderij Hoogwerf aan de Rozenlaan. Deze stond op een terp die rond 1400 was opgeworpen en waar destijds een hofstee op was gebouwd. De laatste boerderij die er stond, brandde in 1966 volledig af. Ervoor in de plaats kwam een bungalow.
De eerste bebouwing van wat nu de wijk Hoogwerf is, vond plaats in de jaren '20 van de twintigste eeuw aan de Laning en Parallelweg. De wijk zoals we die nu kennen, is begin jaren '60 gebouwd om de vele fabriekswerkers uit De Botlek te huisvesten. In de wijk vinden we ook het winkelcentrum 't Plateau waar verschillende winkels en horecagelegenheden gevestigd zijn.
Samen met de wijk Schiekamp wordt dit deel van Spijkenisse ook wel "Spijkenisse Noord" genoemd.

## Voorzieningen
In Hoogwerf zijn de volgende voorzieningen voor de wijk en omgeving aanwezig:
- de Rank (basisschool)
- Jan Campert (basisschool)
- de Duif (basisschool)
- Charles de Foucauld (Middelbare school)
- Rivièrabad (Zwembad)
- Bioscoop Kinepolis
- Winkelcentrum 't Plateau met aantal winkels en restaurants
- Nissewaardateliers
- Bowling Spijkenisse

## Kerken
- Michaëlkerk (Protestantse Kerk in Nederland)
- Nieuw-Apostolische Kerk
- Gereformeerde Gemeente Spijkenisse
- Kerk van Jezus Christus van de Heiligen der Laatste Dagen

## Openbaar vervoer
In de wijk bevinden zich drie bushaltes (één aan de Rozenlaan en twee aan de Willemshoevelaan) van EBS die beiden worden bediend door lijn 87 (De Akkers - Waterland - Metro Centrum - Hoogwerf - Schiekamp - Bedrijventerrein Halfweg).

## Verbindingswegen
- Groene Kruisweg
- Rozenlaan
- Winston Churchilllaan
- Willemshoevelaan

## Boerderij “Hoge Werf”
Naamgever van de wijk was de boerderij "Hoge Werf", "Hoogwerf" of "Hooge Werf", de naam werd op verschillende manieren geschreven. Deze boerderij was, tezamen met zijn voorgangers, eeuwenlang een van de voornaamste gebouwen in Spijkenisse, en de grootste veeboerderij van het oostelijk deel van het eiland Putten. Hij stond op de hoek van de huidige Hoogwerfsingel en Rozenlaan, waar nu een bungalow op een terp staat.

### Ambachtsheren van Spijkenisse
De eerste families die op deze plek woonden, waren die van de ambachtsheren van Spijkenisse. Heer Wissen was eind 12e eeuw vermoedelijk de bedijker en vervolgens de eerste ambachtsheer van de polders Spijkenisse en Scadecamp (een kleine polder ten zuiden van Spijkenisse toen de polder Braband nog niet bestond). Hij woonde hier op de oevers van een verlande kreek. Bijna twee eeuwen na die bedijking kende men in deze polder nog "tsher Wissenweghe" (Heer Wisse(n)-weg), nu bekend als de Hoogwerfsingel.

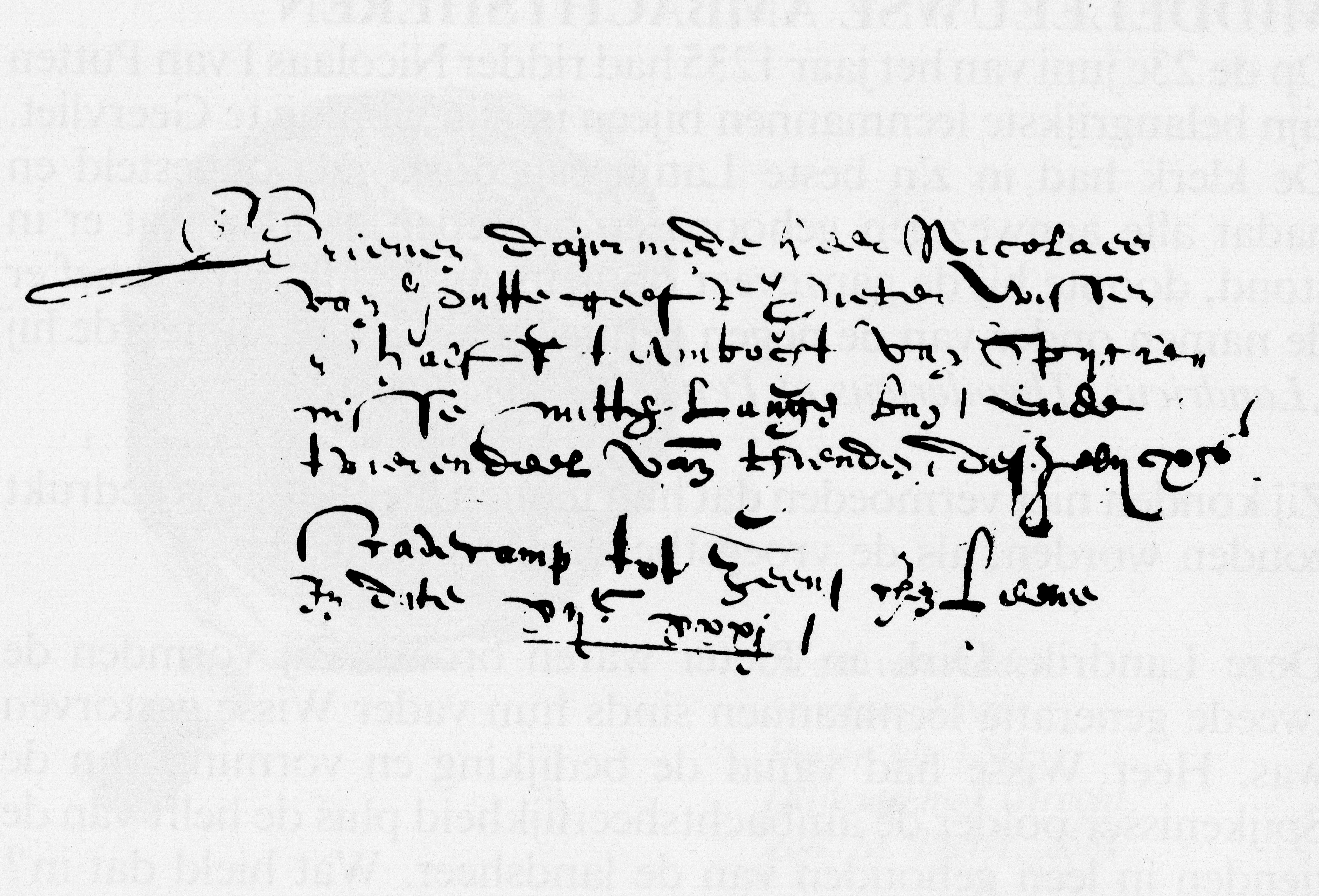
Samenvatting briefwisseling over leenrecht Pieter Wissenszn uit 1231

Als ambachtsheer had Heer Wissen de ambachtsheerlijkheid plus de helft van de tienden in leen, zowel binnen als buiten de polderdijk van Spijkenisse. Hij was leenheer van de landsheer, Nicolaas I van Putten, en beschikte bovendien over het zogenaamde ambachtsrecht met de lage ban. Daarmee kon hij binnen zijn ambts- of rechtsgebied zo nodig boeten opleggen, tot een door de landsheer bepaalde hoogte. Hij kon de bewoners dwingen om de dijk en de afvoer van het polderwater te onderhouden. Kortom: de ambachtsheer was de hoogste in rang in het toenmalige boerengehucht Spijkenisse en had ruime inkomsten waarmee hij de grootste hoeve in de omgeving kon bekostigen.
Na zijn dood ging dit leenrecht conform het Zeeuwse recht over op zijn vier zonen. Een van de broers stierf kinderloos. Zijn broer Pieter kocht dat deel erbij. Dat weten we omdat van deze overdracht een samenvatting van de briefwisseling uit 1231 is bewaard, waarin bovendien voor de eerste keer de naam Spijckenisse voorkwam.
Tijdens een archeologisch onderzoek van de terp in 1966 bleek dat er vanaf ± 1250 een steenhuis had gestaan, zeer uitzonderlijk voor die periode. De stenen waarmee het huis was gebouwd, waren kloostermoppen. Die waren toen kostbaar. De enigen, die zich zo'n woning konden veroorloven, moeten de ambachtsheren met hun ruime inkomsten zijn geweest.
Reeds in de 14e eeuw was het geslacht van de Spijkenisser ambachtsheren uitgestorven. In 1304 kwam Aelhout Henrijkszn. nog voor in een lijst van Putse leenmannen. In 1353 trad nog een Aper van Spikenisse Dircssoen op; maar hij was waarschijnlijk de laatste middeleeuwse ambachtsheer van Spijkenisse. Wie er in de volgende vier eeuwen op deze plek woonden, is niet bekend.

### Bouw van de terp
Eind 14e eeuw verdronken de polders rondom de boerderij bijna. Door inklinking van de bodem binnen de dijken en aanslibbing erbuiten konden de Spijkenissers hun overtollige polderwater zelfs bij eb niet meer lozen; van watermolens was toen nog geen sprake. Het maaiveld daalde langzaam, grote gebieden bleven ook 's zomers drassig en werden ongeschikt voor landbouw. Een van de maatregelen die werd genomen om weer droge voeten te krijgen, zowel voor mens als vee, was een terp opwerpen. Het stenen woonhuis van de voormalige ambachtsheren werd zorgvuldig gesloopt, het erf -ook wel werf genoemd- werd ongeveer anderhalve meter verhoogd en op die terp werd een nieuwe boerderij gebouwd met onder andere het sloopmateriaal van de oude. Zo ontstond de "Hoge Werf".

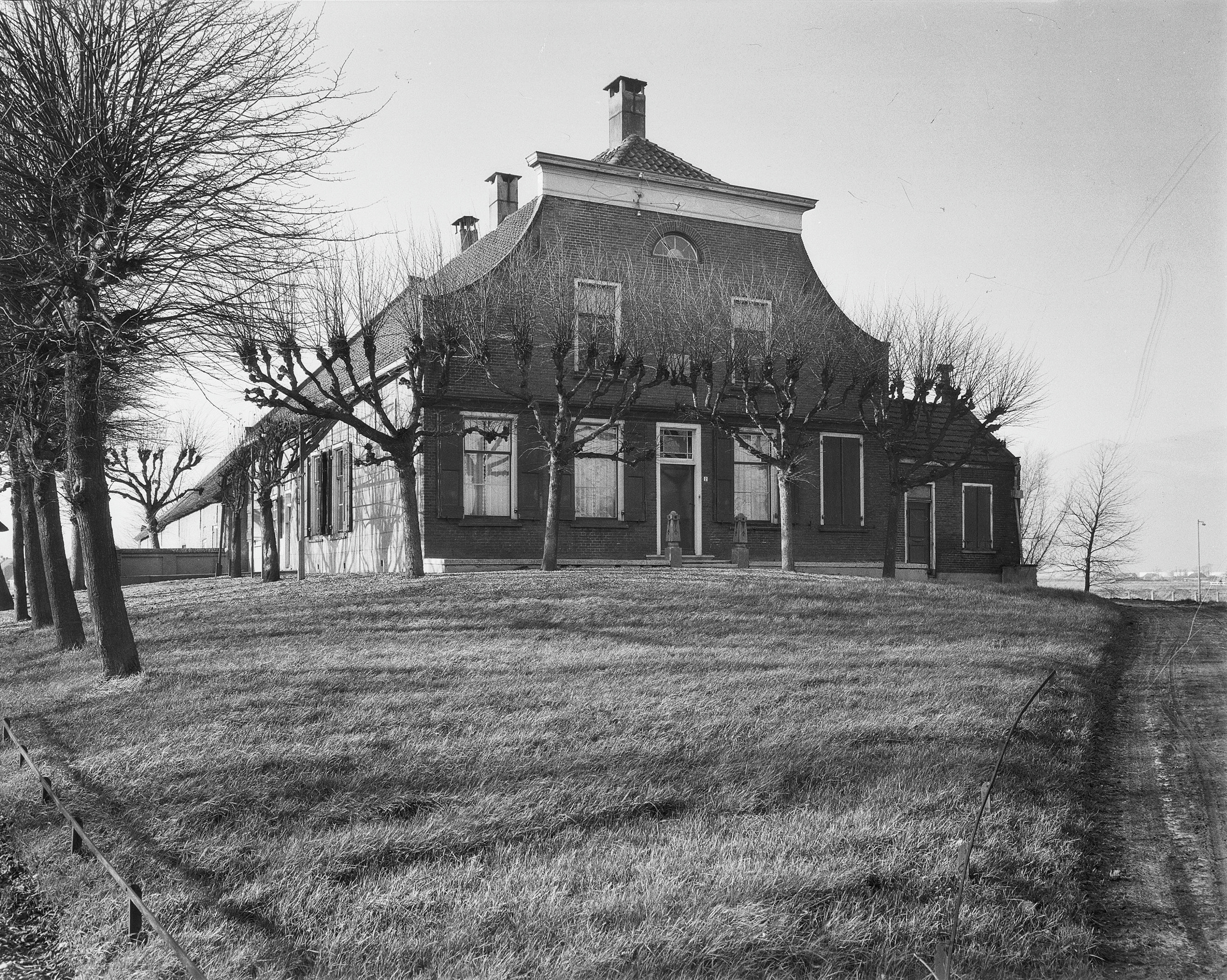
Boerderij Hoogwerf (1960, gebouwd in 1764)

### Herbouw boerderij
In 1764 herbouwde Pieter Cornelisz Huijsman de boerderij “de Hoge Werf”. De boerderij werd de grootste uit de gehele regio. In de keuken liet hij vier tegeltableaus aanbrengen, van een klok, vogelkooi en twee van een vaas met bloemen. Zijn zoon Cornelis Huibrecht Huijsman nam later de boerderij over en bouwde het bedrijf succesvol verder uit. Dat het bedrijf succesvol was, blijkt uit zijn belastingaanslag uit 1808: hij moest 190 guldens aan belasting betalen, dat was toen 10% van de gehele belastingopbrengst van Spijkenisse. Hij bezat op dat moment 31 paarden en 108 koeien, wat voor die tijd een flink boerenbedrijf was. In 1855 werd de boerderij verkocht aan Leendert van de Linde uit Heenvliet. In 1866 werd een nieuwe voorgevel aangebracht. De boerderij bleef van de familie Van de Linde tot aan de verkoop van het terrein in 1964 aan de heer P.L. Baris. Daarvóór waren de bijbehorende gronden al steeds verder verkleind: rond 1901 voor de aanleg van de tramlijn naar Rotterdam, begin jaren '20 van de 20e eeuw voor woningen langs de Laning, omstreeks 1930 voor de aanleg van de Groene Kruisweg, in 1952-1953 voor de bouw van woningen in de Molenwei en rond 1957 voor de bouw van de wijk Hoogwerf. Zodat bij de verkoop in 1964 alleen de boerderij en het erf er omheen nog over zullen zijn geweest.

### Tweede Wereldoorlog
Aan het begin van de Tweede Wereldoorlog was de Hoogwerf een van de twee depots in Spijkenisse waar Nederlandse soldaten uit de wijde omtrek hun wapens en munitie moesten inleveren. Op het erf van de Hoogwerfboerderij lagen in mei 1940 grote stapels helmen, geweren en munitie. Honderden soldaten kwamen van 's-Gravendeel en andere plaatsen naar Spijkenisse om ontwapend te worden.
Tijdens het bevrijdingsfeest op 7 juli 1945 (zo laat vanwege de tyfus-epidemie) stond er op het erf van de Hoge Werf-boerderij een "Oud-Hollandse poppenkast".

### Brand
P.L. Baris kocht de Hoogwerf begin jaren 1960. Volgens eigen zeggen had hij al sinds 1964 een sloopvergunning voor het woonhuis en sinds juli 1965 ook voor de rest van het pand, toen op woensdag 6 juli 1966 de schuur van de boerderij geheel afbrandde. Waarschijnlijk ontstond de brand door het verbranden van een stapel stro en oud hout op het erf toen de wind plotseling draaide. Bij het blussen van de brand is een brandweerman omgekomen doordat een zware balk op zijn hoofd terecht kwam.
Na de sloop van de resten heeft de eigenaar toestemming gegeven om archeologisch onderzoek op de terp te doen. De resultaten daarvan zijn hierboven beschreven. Daarna bouwde de nieuwe eigenaar er een bungalow.

## Foto's uit de wijk Hoogwerf

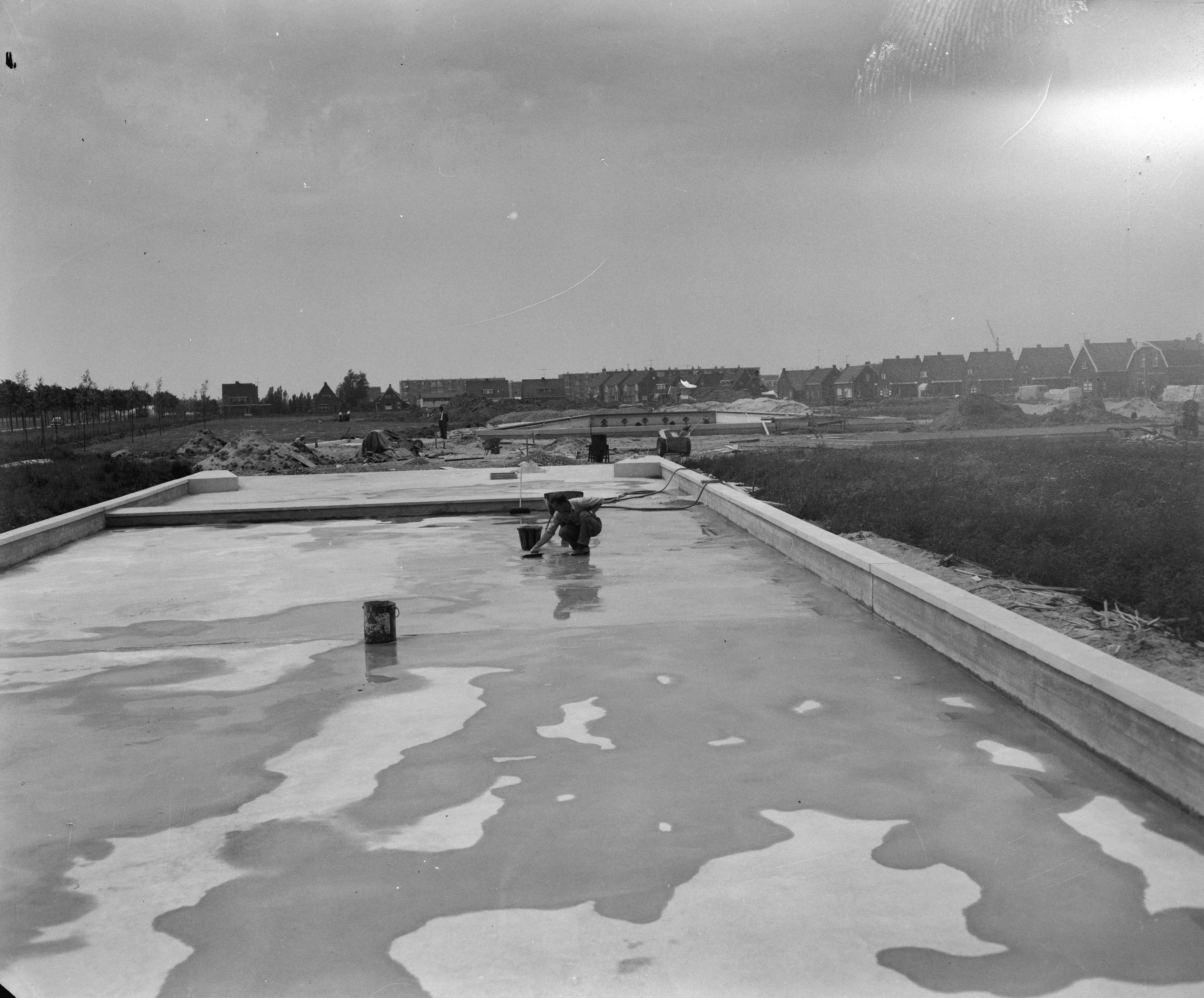
Bouw openluchtzwembad (kinderbad, 1961)
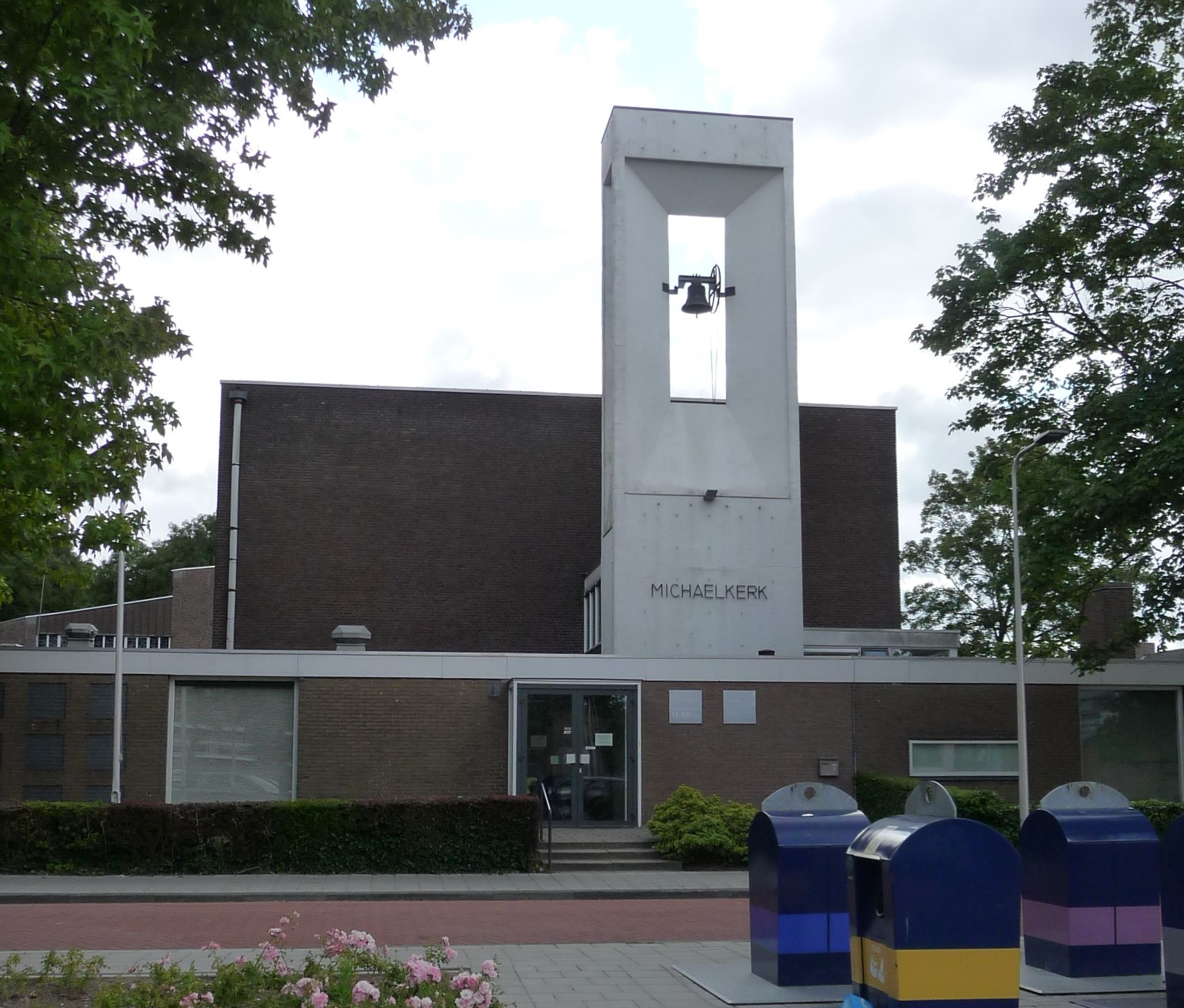
Michaëlkerk (bouw: 1962-1963)
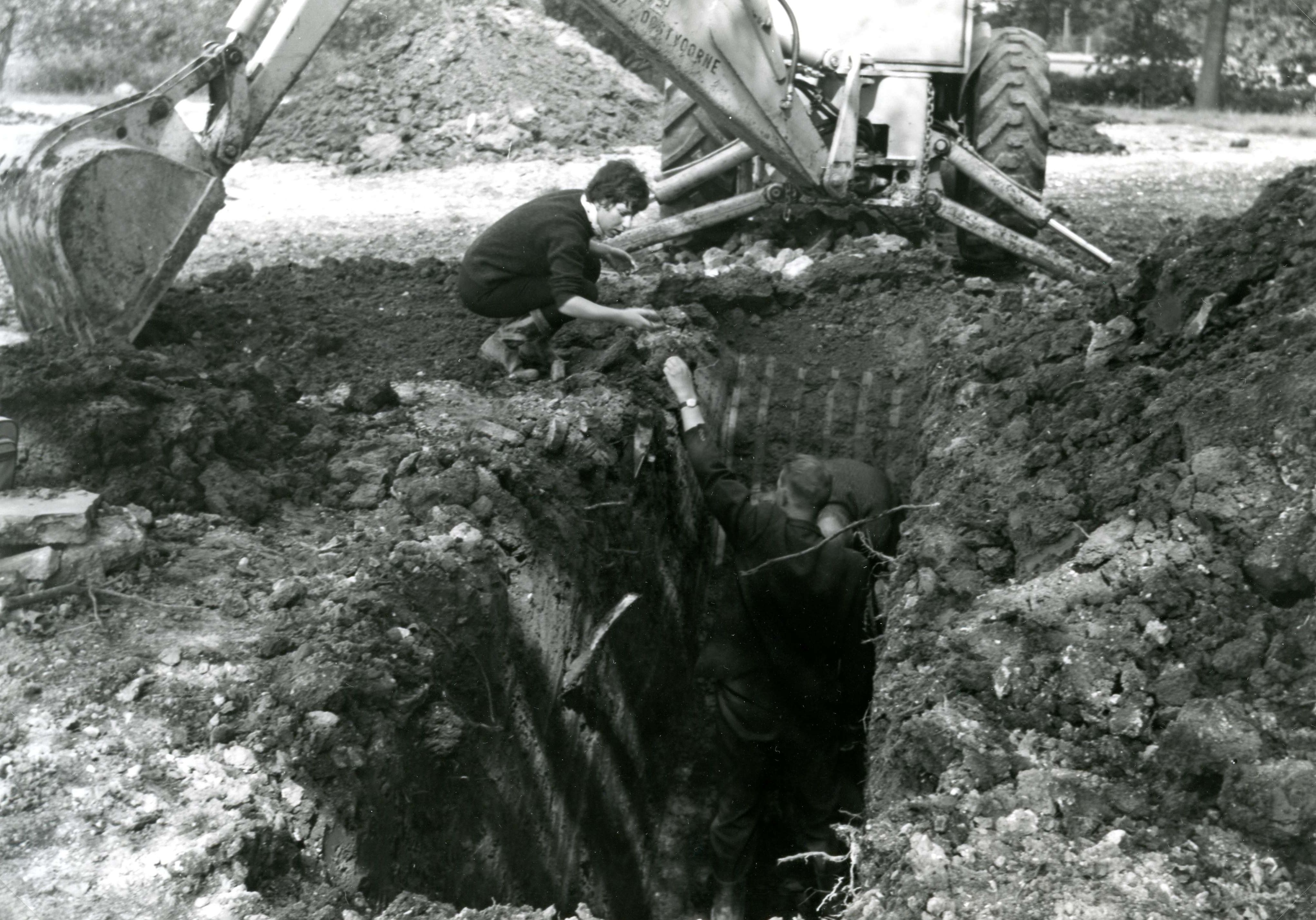
Archeologische opgraving Hoge Werf (1966)
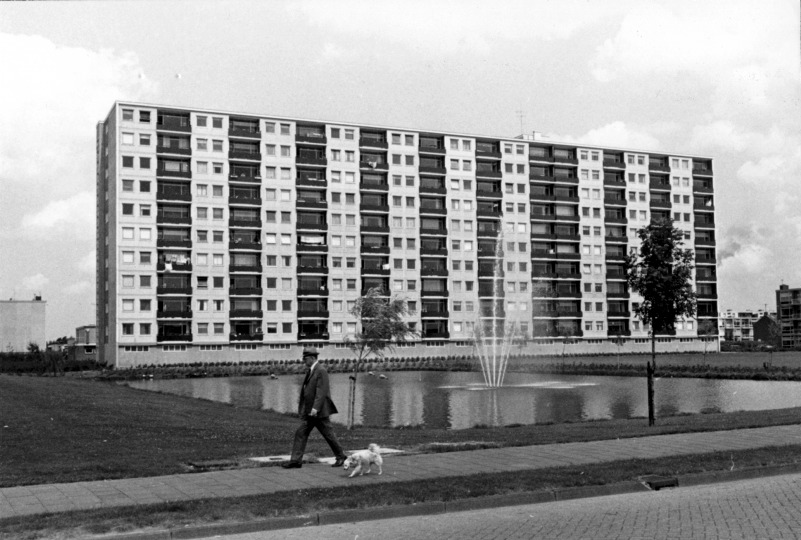
Akeleiflat in 1970
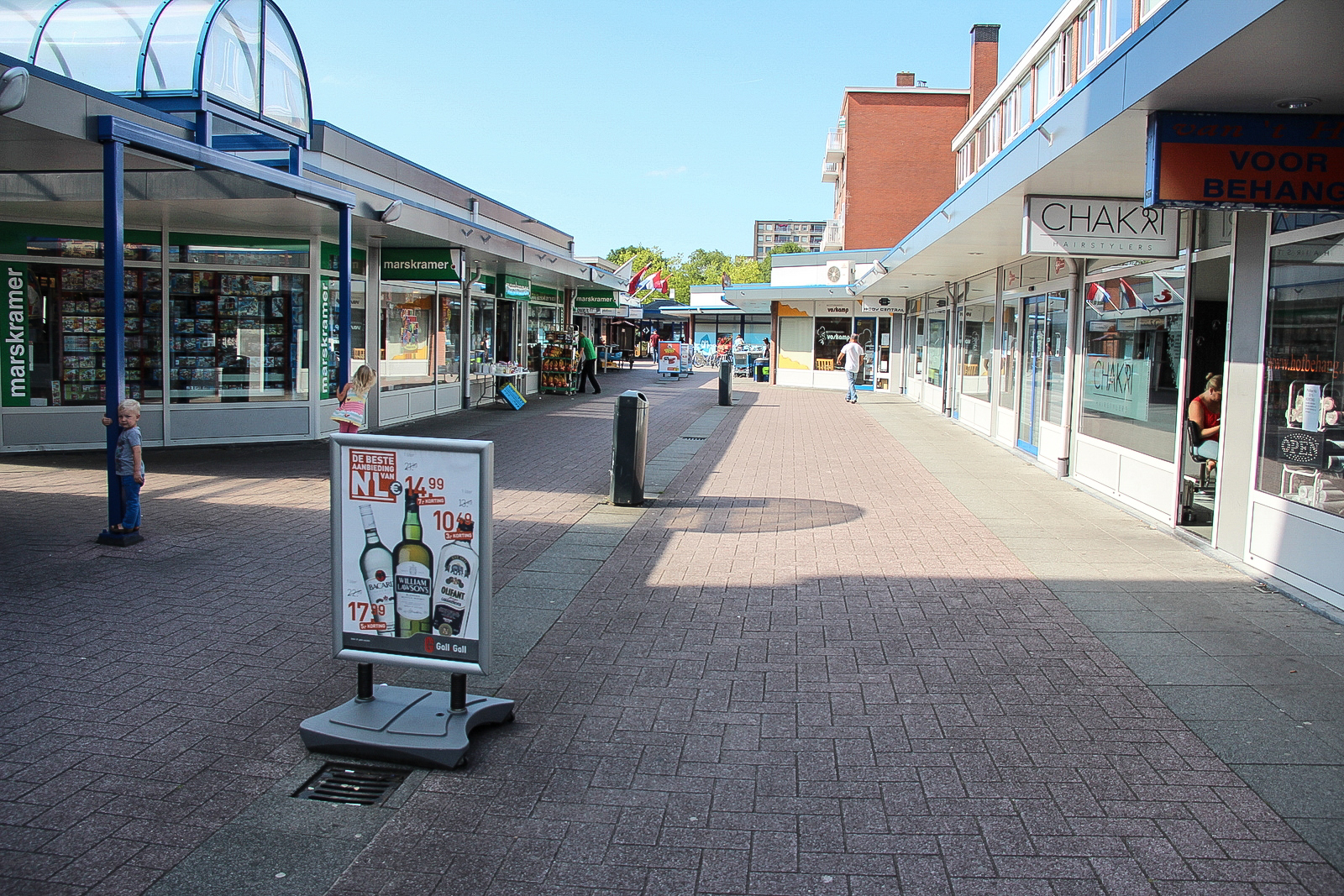
Winkelcentrum 't Plateau
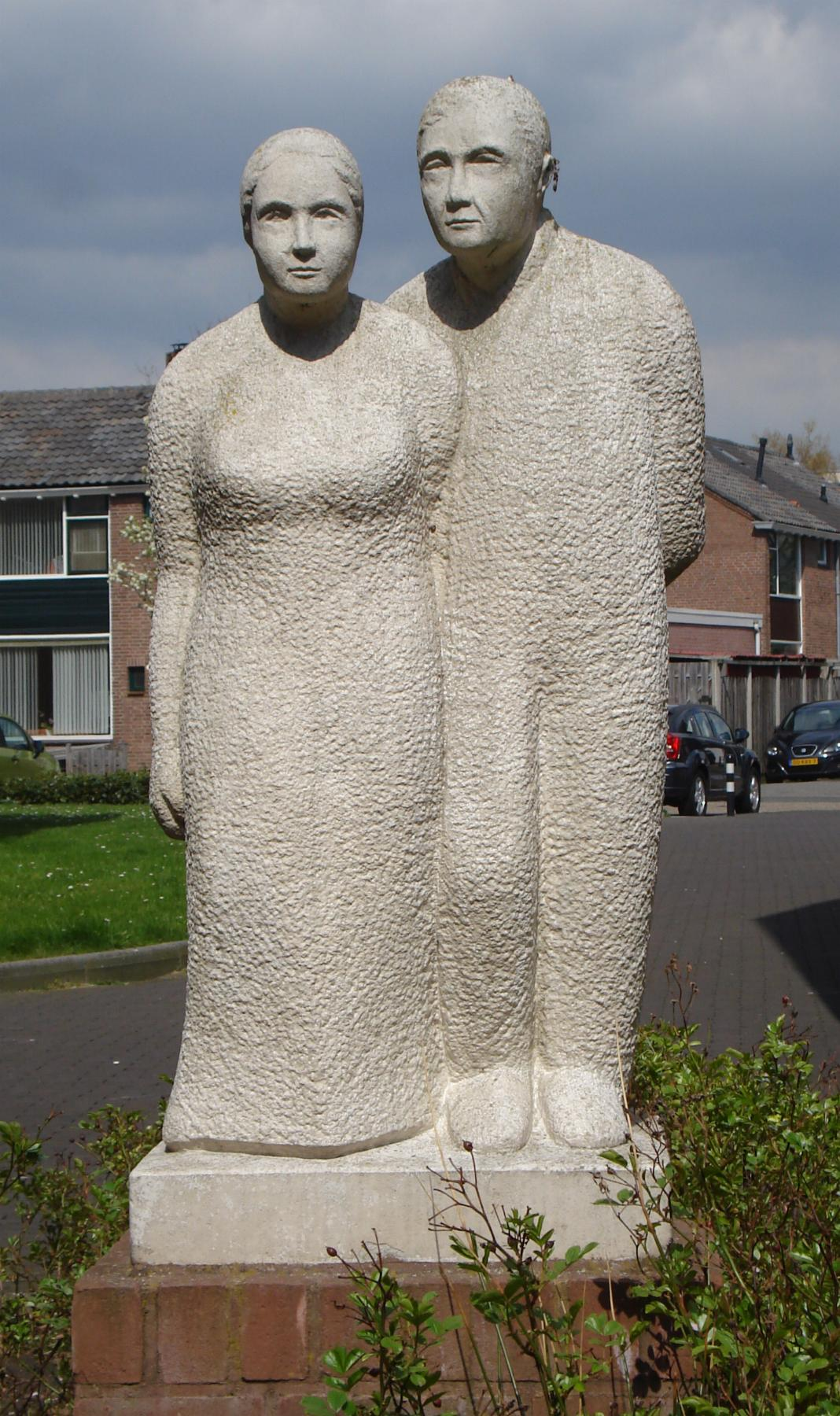
Bejaard echtpaar, Hoogwerfsingel (1989)
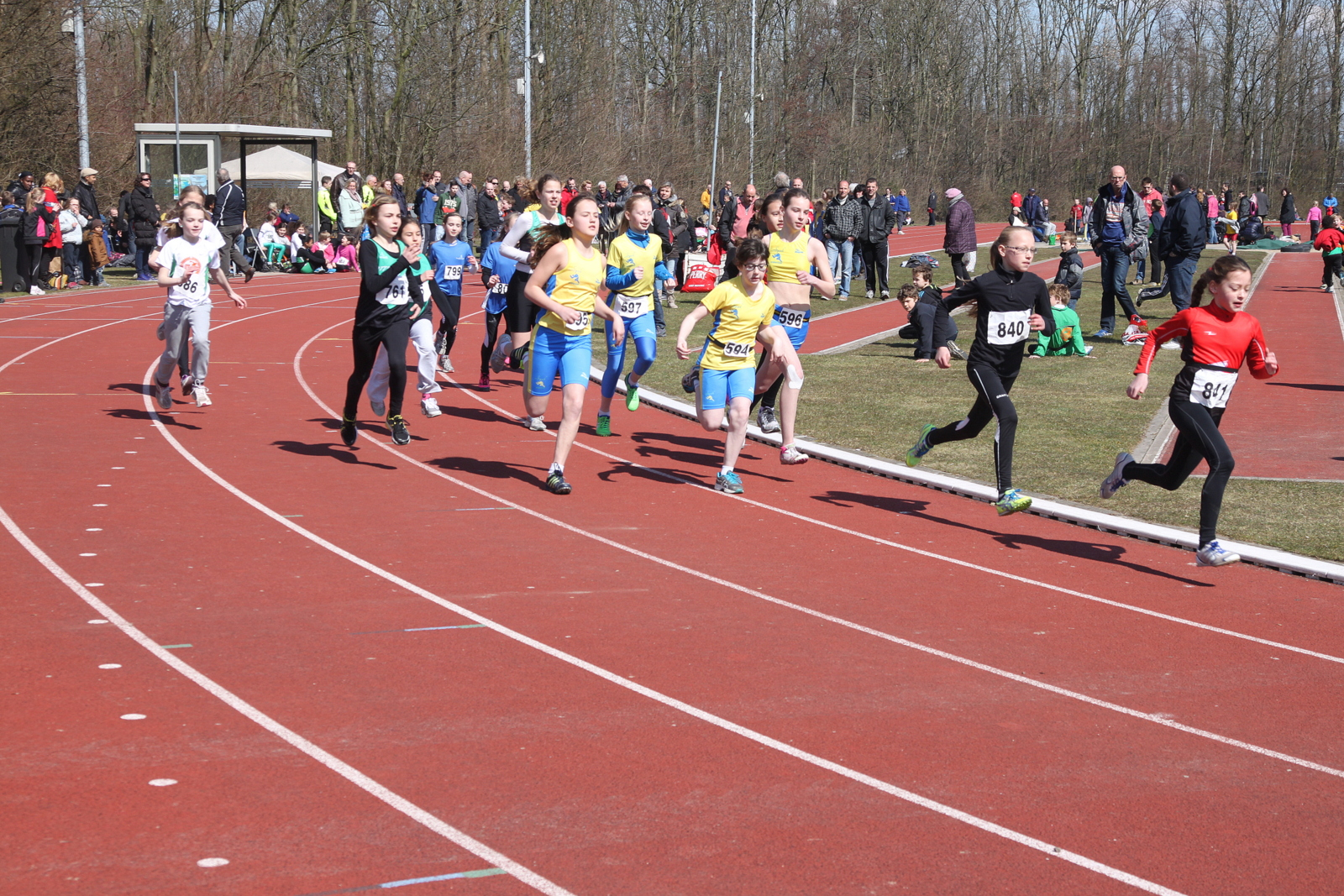
Hardloopwedstrijd atletiekbaan (2013)